# Fontenay-Trésigny
Fontenay-Trésigny település Franciaországban, Seine-et-Marne megyében. Lakosainak száma 5887 fő (2022. január 1.). Fontenay-Trésigny Marles-en-Brie, Bernay-Vilbert, Châtres, Chaumes-en-Brie és Lumigny-Nesles-Ormeaux községekkel határos.

## Népesség
A település népességének változása:
| Lakosok száma | 5317 | 5377 | 5520 | 5574 | 5678 | 5710 | 5756 | 5757 | 5887 |
|               | 2013 | 2015 | 2016 | 2017 | 2018 | 2019 | 2020 | 2021 | 2022 |